# Nello Giorgetti
Nello Giorgetti (...) è uno scenografo italiano.

## Biografia
Sposato con Maria Teresa Martini dalla quale ha avuto due figli, Diego e Marco. Nipoti Matteo Giorgetti, Martina Giorgetti e Maria vittoria Giorgetti 

## Filmografia
- Teresa la ladra, regia di Carlo Di Palma (1973)
- Il profumo della signora in nero, regia di Francesco Barilli (1974)
- Fantozzi, regia di Luciano Salce (1975)
- Le deportate della sezione speciale SS, regia di Rino Di Silvestro (1976)
- Pensione paura, regia di Francesco Barilli (1978)
- Così come sei, regia di Alberto Lattuada (1978)
- Io tigro, tu tigri, egli tigra, registi vari (1978)
- Killer Fish - L'agguato sul fondo, regia di Antonio Margheriti (1979)
- Marco Polo, regia di Giuliano Montaldo (1982)
- La chiave, regia di Tinto Brass (1983)
- C'era una volta in America, regia di Sergio Leone (1984)
- Phenomena, regia di Dario Argento (1985)
- Assisi Underground, regia di Alexander Ramati (1985)
- Allan Quatermain e le miniere di re Salomone (King Solomon's Mines), regia di J. Lee Thompson (1985)
- Il frullo del passero, regia di Gianfranco Mingozzi (1988)
- Stanno tutti bene, regia di Giuseppe Tornatore (1990)
- Marcellino pane e vino, regia di Luigi Comencini (1991)
- Il giardino dei ciliegi, regia di Antonello Aglioti (1992)
- Al lupo al lupo, regia di Carlo Verdone (1992)
- Farfalle, regia di Roberto Palmerini (1997)
- Un prete tra noi, serie televisiva, regia di Giorgio Capitani (1997)
- Something to Believe In, regia di John Hough (1998)
- Così ridevano, regia di Gianni Amelio (1998)
- Canone inverso - Making Love, regia di Ricky Tognazzi (2000)
- Harrison's Flowers, regia di Elie Chouraqui (2000)
- Malèna, regia di Giuseppe Tornatore (2000)
- Evilenko, regia di David Grieco (2004)
- L'educazione fisica delle fanciulle, regia di John Irvin (2005)
- David Copperfield, serie televisiva, regia di Ambrogio Lo Giudice (2009)